# Bronk (cráter)

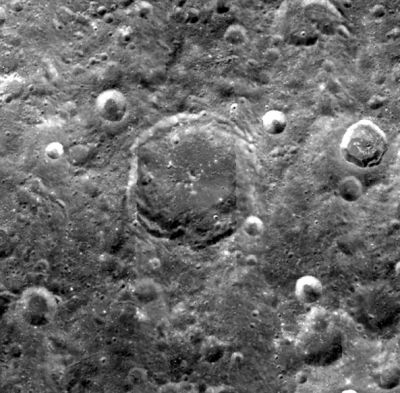
Imagen de la misión lunar Clementine.

Bronk es un cráter de impacto erosionado que se encuentra en la cara oculta de la Luna, fuera de la vista de la Tierra. Se localiza al sureste del cráter de mayor tamaño Kovalevskaya. A menos de un diámetro del cráter hacia el este-noreste aparece el cráter Bobone, más pequeño.
Este cráter ha sido desgastado y erosionado por impactos posteriores. Un pequeño cráter se superpone al borde oriental, y gran parte del noreste y norte del contorno se ha desintegrado por impactos menores. En el borde sur aparece una depresión y en el lado suroeste tiene una protuberancia hacia el exterior. El suelo interior también es áspero y algo irregular, con varios pequeños cráteres que marcan su superficie.